# Aglaia vitiensis
Espèce
Synonymes
- Aglaia axillaris A.C.Sm.[2]
- Aglaia vitiensis var. minor A.C.Sm.[2]

Statut de conservation UICN

 LC  : Préoccupation mineure
Aglaia vitiensis est une espèce de plantes de la famille des Meliaceae.

## Liste des variétés
Selon Tropicos (15 mars 2019) :
- variété Aglaia vitiensis var. minor A.C. Sm.

## Publication originale
- Bernice P. Bishop Museum Bulletin 141: 80. 1936.